# Hylaeothemis apicalis
Hylaeothemis apicalis – gatunek ważki z rodziny ważkowatych (Libellulidae). Występuje w Ghatach Zachodnich w południowo-zachodnich Indiach.